# Холмы (Вологодская область)
Холмы — деревня в Череповецком районе Вологодской области.
Входит в состав Воскресенского сельского поселения (с 1 января 2006 года по 8 апреля 2009 года входила в Дмитриевское сельское поселение), с точки зрения административно-территориального деления — в Дмитриевский сельсовет.
Расстояние до районного центра Череповца по автодороге — 91 км, до центра муниципального образования Воскресенского по прямой — 32 км. Ближайшие населённые пункты — Новодубровка, Новишки, Красково.
По данным переписи в 2002 году постоянного населения не было.